# Costituzione tunisina del 2022
La Costituzione tunisina del 2022 (in arabo دستور تونس‎?, Dustūr Tūnus) è stata adottata il 25 luglio 2022 a seguito del referendum costituzionale del 2022 ed è entrata in vigore il 16 agosto 2022.
Norma giuridica suprema del paese, occupa quindi il vertice della gerarchia delle fonti nell'ordinamento giuridico della Repubblica e, temporalmente, costituisce la quarta Costituzione nella storia moderna della Tunisia dopo quelle del 1861, 1959 e 2014.

## Storia
Il 25 luglio 2021 il presidente Kaïs Saïed ha sospeso il Parlamento tunisino per 30 giorni, per la corruzione esercitata da diversi partiti, prorogando la sospensione a più riprese. A dicembre 2021 il presidente ha annunciato la predisposizione di una nuova Costituzione, mentre l'assemblea parlamentare è stata definitivamente sciolta nel marzo 2022. Dopo una consultazione on-line Kaïs Saïed ha nominato una commissione incaricata di redigere il nuovo testo costituzionale, che il 25 luglio 2022 è stato approvato da un referendum popolare. Secondo dati ufficiali al voto ha partecipato il 30,5% degli aventi diritto. Buona parte dell'opposizione, che aveva invitato al boicottaggio, si è rifiutata di riconoscere il risultato della consultazione elettorale.

## Contenuto

### Potere esecutivo
La Costituzione delinea una repubblica presidenziale con ampi poteri attribuiti al Presidente (art. 88-100), il quale può essere anche promotore di leggi (esclusivo per quanto riguarda il bilancio nazionale). Le sue proposte sono prioritarie su tutte le altre (art. 68), può sottoporre a referendum in ogni momento i progetti di legge inerenti l’ “organizzazione dei pubblici poteri” (art. 97), e, qualora vi sia un “pericolo imminente”, governare per decreto senza controlli giudiziari sul suo operato (art. 96); dètta, inoltre, la politica nazionale (art. 100) a discapito del primo ministro, che risulta essere un “esecutore” del volere presidenziale (art. 111) e, giuridicamente parlando, è impossibile da mettere in stato d’accusa (vista l’assenza di disposizioni costituzionali in tal senso).
Per quanto riguarda il Governo, invece, esso può essere sfiduciato solo con l’approvazione della maggioranza qualificata dei due terzi delle Camere riunite (art. 115), ma, qualora due mozioni di censura fossero approvate nei confronti di due governi obbligatoriamente distinti, il Presidente è autorizzato a sciogliere il Parlamento (art. 116).

### Potere legislativo
Il Potere legislativo (art. 56-86) è conferito a un Parlamento bicamerale (il Parlamento della Tunisia), composto da un’Assemblea dei rappresentanti del popolo, eletta a suffragio universale ogni 5 anni (art. 60), e da un Consiglio nazionale delle regioni e dei distretti, composto da rappresentanti nominati, per l’appunto, dai consigli regionali e dai distretti del paese (art. 56).